# فيرجينيا سورنسن
فيرجينيا سورنسن (بالإنجليزية: Virginia Sorensen)‏‏ (17 فبراير 1912 في بروفو - 24 ديسمبر 1991 في هينديرسونفيل، كارولاينا الشمالية) كاتِبة، وروائية، وكاتبة للأطفال من الولايات المتحدة.

## الجوائز
- زمالة غوغنهايم